# La Iglesia de Jesucristo de los Santos de los Últimos Días en Hawái

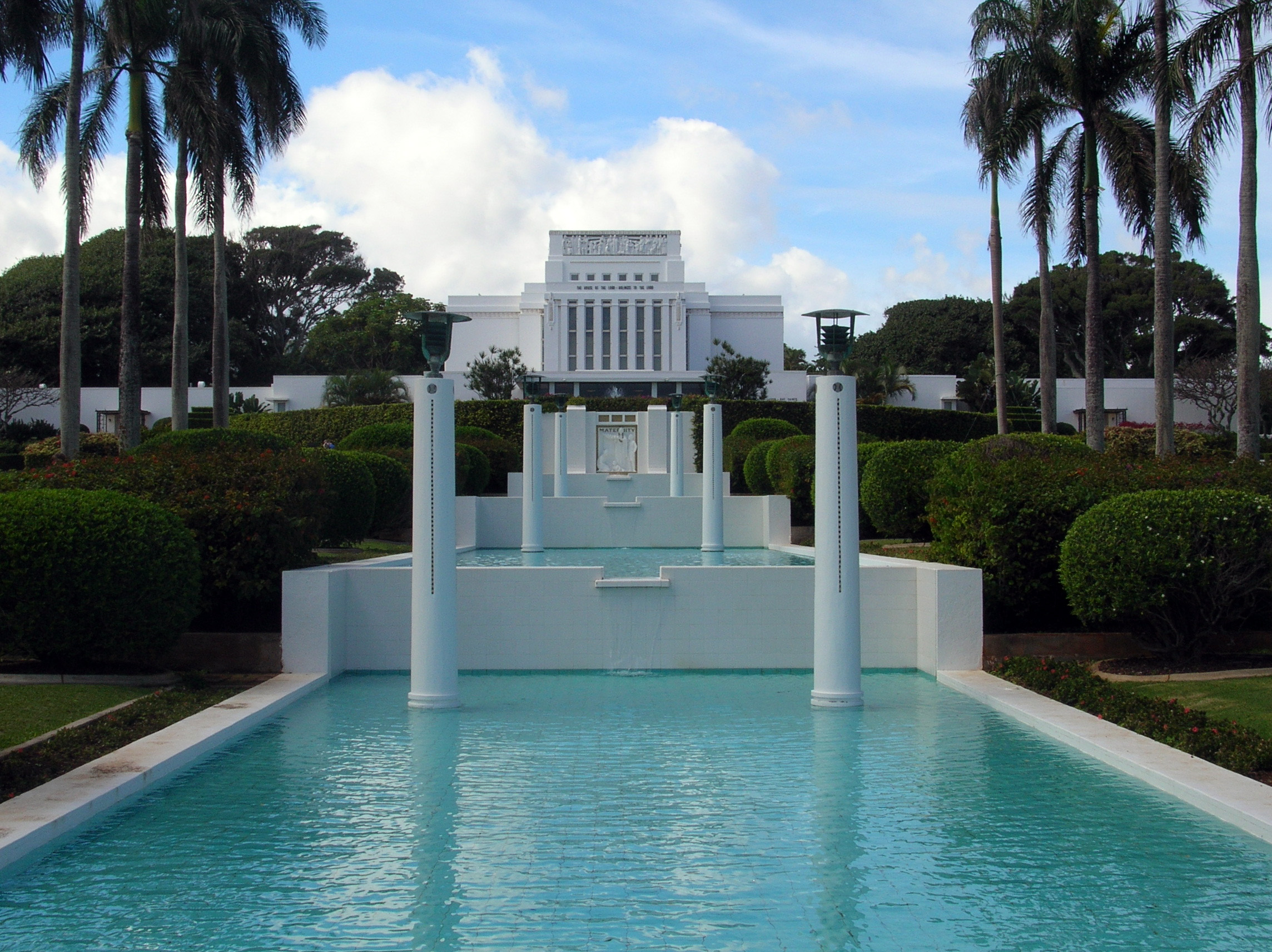
El Templo de Laie es el templo SUD más antiguo construido fuera del estado de Utah.

La Iglesia de Jesucristo de los Santos de los Últimos Días  se estableció en Hawái en 1850 después del Edicto de Tolerancia promulgado por Kamehameha III, el cual otorgaba el derecho de culto a la Iglesia Católica en Hawái, y al mismo tiempo permitiendo a otras religiones su establecimiento en las islas.
El primer misionero SUD en tener éxito entre los hwaianos fue George Q. Cannon. Entre sus primeros conversos había hombres versados en la lengua hawaiana, como Jonatana Napela y Uaua. Después de la construcción del templo de Hawái, los SUD fundaron el Church College de Hawái, actualmente la Universidad Brigham Young de Hawái, que ahora incluye el Centro Cultural Polineio, el museo más grande del estado, y un centro de entretenimiento, que posee un millón de visitantes anuales. La población mormona continuó creciendo en Hawái y el templo de Kona, el segundo templo SUD en las islas, se completó en Kailua Kona, en la isla de Hawái, en el año 2000.
A finales de 2006, en Hawái había 66.066 SUD organizados en 15 estacas, 119 wards, y 12 ramas, así como una misión. También hay 25 Centros de Historia Familiar utilizados en la búsqueda y el estudio genealógicos.
- Datos: Q7722914
- Multimedia: The Church of Jesus Christ of Latter-day Saints in Hawaii / Q7722914